# احمدآباد شهرک (ورزقان)
 شهرک بالا یکی از روستاهای استان آذربایجان شرقی است که در دهستان بدوستان غربی بخش خواجه شهرستان هریس واقع شده است.
شهرک بالا که  بهش احمد آباد شهرک نیز گفته میشود در پای کوه بدوستان واقع شده است و و بیش از ۱۰۰۰ نفر سکونت دارد و طبق اکثر این افراد سکونت دائم ندارند و در فصل برداشت محصولات دیمی خود سکونت میابند و معاش اهالی این روستا دامداری و کاشت نخود و عدس و جو و گندم میباشد . مردم روستای شهرک بالا از نبود و عدم رسیدگی مسئولین  به جاده فرعی 
```
روستا گله مند میباشند و از مسئولین ذی النفع خواهان مشکل راه روستا رو خواستارند .
```